# Gerhard Schiedewitz
Gerhard Schiedewitz (* 15. März 1925 in Köthen (Anhalt); † 8. Juli 2007 in Neubrandenburg) war ein deutscher Journalist. Er war Chefredakteur der SED-Bezirkszeitung Freie Erde des Bezirks Neubrandenburg in der DDR.

## Leben
Schiedewitz, Sohn eines Zimmermanns, besuchte die Volksschule und war von 1940 bis 1943 Reichsbahn-Gehilfe. Während des Zweiten Weltkriegs leistete er von  1943 bis 1945 Kriegsdienst in der Wehrmacht; er war im Mai/Juni 1945 in britischer Kriegsgefangenschaft.
Nach seiner Entlassung arbeitete er als Landarbeiter bzw. Arbeiter in Köthen. Er wurde 1946 Mitglied der SED und war von 1946 bis 1952 Volontär bei den Lokalredaktionen der Freiheit in Eisleben, Köthen, Dessau und Halle (Saale). Im Jahr 1952 besuchte er die Landesparteischule der SED. Während des Journalismusstudiums an der Universität Leipzig arbeitete Schiedewitz von 1953 bis 1962 als Lokalredakteur bei der Magdeburger Volksstimme, dort avancierte er zum stellvertretenden Chefredakteur. Von 1962 bis 1964 fungierte er als Sektorenleiter in der Ideologischen Kommission der SED-Bezirksleitung Magdeburg. Seinen Abschluss in Psychologie und Erwachsenenpädagogik erlangte er während dieser Zeit an der Universität Rostock über ein Fernstudium. 
Im Jahre 1964 wurde er als Nachfolger von Heinrich Thomas Chefredakteur in Neubrandenburg und gleichzeitig Mitglied der SED-Bezirksleitung. Ab 1972 hatte er den Vorsitz im Journalistenverband des Bezirks Neubrandenburg inne.Ende 1989 trat er von seinen Ämtern zurück. Danach arbeitete er noch ein weiteres halbes Jahr bis zur Rente als Redakteur.
Gerhard Schiedewitz starb am 8. Juli 2007 nach langer Krankheit im Kreise seiner Familie.

## Auszeichnungen
- 1969 Vaterländischer Verdienstorden in Bronze und 1989 in Gold[1]
- 1974 Orden Banner der Arbeit Stufe I[2]
- 1987 Journalistenpreis des VdgB[3]